# 브와디스와프 코마르
브와디스와프 스테판 코마르(폴란드어: Władysław Stefan Komar, 1940년 4월 11일~1998년 8월 17일)는 폴란드의 육상 선수로 주 종목은 포환던지기이다. 올림픽에서 3회 참가하여 1972년 하계 올림픽에서 금메달을 획득했다.
은퇴 후 배우와 카바레 연주자로 활동했으며 1998년에 교통 사고로 사망했다.

## 출연 작품

### 영화
- 대해적 (1986)